# Suzuki-kun no Teineina Seikatsu
Suzuki-kun no Teineina Seikatsu (寿々木君のていねいな生活) é uma série de mangá japonesa escrita e ilustrada por Yuki Fujimoto. Começou a ser serializada na revista Melody da Hakusensha junho de 2022.

## Publicação
Escrito e ilustrado por Yuki Fujimoto, Suzuki-kun no Teineina Seikatsu começou a ser serializado na revista Melody de Hakusensha em 28 de junho de 2022. Seus capítulos foram reunidos em dois volumes tankōbon até agosto de 2024.
| N.º | Data de lançamento  | ISBN              |
| --- | ------------------- | ----------------- |
| 1   | 4 de agosto de 2023 | 978-4-592-22251-4 |
| 2   | 5 de agosto de 2024 | 978-4-592-22252-1 |

## Recepção
A série foi indicada ao 14ª edição do Anan Manga Award em 2023, e venceu a 15ª edição em 2024. A série também ficou em 12º lugar na edição de 2025 do guia Kono Manga ga Sugoi! na lista dos melhores mangás para leitoras.